# Симеон Мурафа
Симеон Мурафа (також пишеться Симіон або Семен Мурафа; 24 травня 1887 — 20 серпня 1917) — бессарабський політик у Російській імперії, також відомий як публіцист і композитор. Класичний співак за освітою та випускник Університету Святого Володимира, він був одним із провідних активістів підтримки етнічної румунської емансипації в Бессарабії та за її межами. До 1914 року він був пов'язаний з революційним ядром румунського націоналістичного руху, який він представляв як директор газети Cuvânt Moldovenesc.
Як офіцер російської імперської армії під час Першої світової війни, Мурафа використовував свою посаду для просування румунського націоналізму. На початку 1917 року брав участь у створенні Молдовської національної партії, сприяючи організації її осередків у Бессарабії та Одесі. Під час відвідування вечірки у друга, після того як група революційних солдатів визнала в ньому політичного ворога, він був убитий. Його спадщину шанують і в Румунії, і в Молдові.

## Життєпис

### Рання діяльність
Симеон Мурафа, уродженець Котюженій-Марі, яке на той час входила до складу Бессарабської губернії Росії, походив із родини молдовських селян. Він був племінником іншого націоналістичного діяча, бессарабського православного священика Андрея Мурафи. Змалку, як і його дядько, він тісно ототожнив себе з етнічною румунською спільнотою Бессарабії та її ідеалами національної емансипації. За словами Георге В. Мадана, його друга та однодумця, Мурафа був «палким націоналістом». Видатний хорист, молодий Мурафа пішов до православної семінарії в Єдинець, яку закінчив у 1903 році. Потім його направили до Києва, де він закінчив ліцей № 2 у 1907 році, одночасно вступивши до Київської консерваторії (до 1910 року) та юридичного факультету університету (до 1912 року).
Спочатку Мурафа був залучений до Румунського національного клубу та бібліотеки Іона Пелівана, згаданого в Бельцах приблизно в 1908 році. У 1908 або 1909 роках Мурафа, Мадан, Штефан Чобану та Даніел Чугуряну заснували Deșteptarea («Пробудження») або Pământenia («Колонія»), гурток бессарабських румунських студентів у Києві. У Deșteptarea Мурафа користувався попитом за його мелодійний голос, який він надавав естетичної якості націоналістичному маніфесту. Організовував благодійні концерти, поклав на музику патріотичну поезію Алексея Матеєвича. Як зазначив старійшина націоналізму Пантелеймон Халіппа, Мурафа швидко ставав «невтомним пропагандистом національної та народної справи». Вважається, що після десятиліть русифікації Мурафа був одним із небагатьох бесарабських інтелектуалів, які могли гідно висловлюватися румунською народною мовою, яку краще зберегла маса народу.
Група встановила прямі, але таємні зв'язки з Румунським королівством (яке вони вважали своєю батьківщиною) і поширювала книги румунською мовою. Листами до Ніколоза Чхеїдзе та інших депутатів імперської Думи активісти Deșteptarea протестували проти русифікації. Вони підтримували зв'язок із Пеліваном, за яким російська влада тримала пильний нагляд. У 1912 році жандарми перехопили лист Пелівана до Мурафи, Матеєвічі та Чугуряну, в якому Пеліван радив їм не прагнути інтеграції в російську бюрократію. Росія, як казав Пеліван, була «ворогом».

### Cuvânt Moldovenescі військова служба

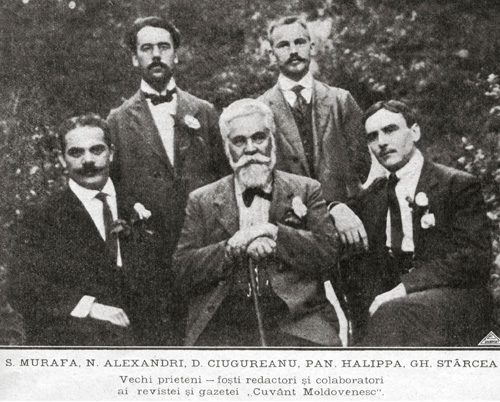
Колектив Cuvânt Moldovenesc у 1913 році. За годинниковою стрілкою, знизу зліва: Мурафа, Пантелімон Халіппа, Ґеорґе Старча, Даніель Чугуряну, Ніколае Александрі

У травні 1913 року за підтримки поміщика Васіле Строеску Ніколае Александрі та Мурафа заснували націоналістичну газету Cuvânt Moldovenesc. У своєму вступному маніфесті газета зобразила Бессарабію як охоплену «темрявою невігластва», яка взяла на себе інтелектуальну місію просвітництва румуномовних мас; у першому номері також було представлено навчальний нарис Мурафи "Cine-s moldovenii? («Хто такі молдовани?»). З 1914 року, змінивши Александрі, Мурафа став директором Cuvânt Moldovenesc. Його прибуття відбулося після розриву між революційною течією румунського націоналізму в Бессарабії та туманним толстовством Александрі. Мурафа відзначив своє лідерство, опублікувавши, вперше, патріотичний вірш Матеєвічі, Limba noastră. Він продовжував організовувати благодійні концерти, на яких час від часу співав як баритон.
Націоналістична ініціатива Мурафи була спонукана подіями Першої світової війни, під час якої він служив у званні майора як в Російській імператорській армії, так і в Російському Червоному Хресті, командуючи санітарним загоном. Восени 1916 року, коли Румунське королівство приєдналося до Росії та інших держав Антанти, Мурафа та його загін були відправлені на Румунський фронт. Зокрема, після Лютневої революції в Росії він використовував цю посаду для агітації серед бессарабських солдатів, підтримуючи бессарабсько-румунський союз.
У Фелтічені Мурафа зустрівся з румунським солдатом-романістом Міхаїлом Садовяну, з яким він обговорював справу бессарабських румунів. За спогадами Садовяну, Мурафа, «той сильний і жвавий „москаль“ з блискучими очима» вважав, що румунськомовні книги є «зерном» і «євангелієм» патріотичного пробудження; тому він заохочував своїх підлеглих вивозити якомога більше книжок з Румунії до Росії. Халіппа описує його як «зв'язкову ланку між нами та Румунією».
У березні 1917 року Мурафа знову перебував у Бессарабії та спілкувався з румунським громадським діячем Онісіфором Ґібу, який утік із Трансильванії. Інший трансильванець, Ромул Чофлек, приєднався до нього в редагуванні Cuvânt Moldovenesc. Разом з Ґібу він згадується серед засновників Молдовської національної партії (МНП). Як зазначив історик Чарльз Апсон Кларк, МНП вимагала самоврядування з молдовськими законодавчими зборами, остаточного припинення русифікації та загалом «міцного фундаменту для громадянських і національних свобод, здобутих революцією».
Він приєднався до Румунського національного комітету Ґібу в Кишиневі, але продовжував агітувати серед румунських солдатів у російських лавах. Комітет відправив його назад на Румунський фронт, де він виступав за визволення бессарабців із туркестанських добровольчих загонів. На квітневому засіданні Комітету Мурафа зазначив: «Наші молдовани [тобто бессарабці] завжди першими брали участь у боротьбі за російські революційні ідеї. Але тепер дійшло до того, що ми повинні боротися за власні молдовські інтереси. […] Давно ми були росіянами, будьмо для різноманітності молдованами!» У ті місяці місцеве земство перевидало кирилицею допис Мурафи «Cine-s moldovenii?».
Разом з Матеєвичем він був офіційним делегатом з'їздів вчителів, які запроваджували в бессарабських школах румунський алфавіт. У квітні брав участь у «Великих національних зборах» бессарабських вояків МНП в Одесі, а в червні вітав Румунський добровольчий корпус на залізничному вокзалі Кишинева. Однак Мурафа також брав участь в еклектичній «Румунській націоналістично-революційній партії», заснованій анархістом Іліє Кетерау навколо платформи підтримки «Вільної Росії» та «Великої Румунії». Для румунських націоналістів, таких як Ґібу, ця група здавалася підозрілою, але Мурафа вважався просто жертвою махінацій Кетерау.

### Убивство

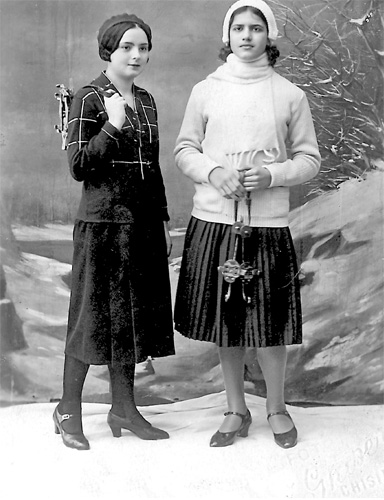
Дочка Мурафи Сільвія (справа) з дочкою Матеєвича Ніною на ковзанці в Кишиневі, 1932 рік

20 серпня 1917 року Симеон Мурафа був присутній на пікніку на кишинівському винограднику, що належав інженеру Андрею Годороґеї, коли туди увірвався натовп солдатів, яких Халіппа ідентифікував як більшовиків. Вони обізвали господаря та гостей «контрреволюційними» політиками і грізно оточили їх. За однією версією, стрілянина почалася, ймовірно, після того, як Годороґея попросив своїх агресорів припинити рвати виноград і смітити. Мурафа отримав удар у груди, а нападники багнетами вбили Годороґею, який намагалася надати йому медичну допомогу. Інші свідчення очевидців стверджують, що Мурафа і Годороґея були вбиті багнетами «трьома добре озброєними російськими солдатами», після того, як вони доклали зусиль, щоб їх заспокоїти.
Обоє жертви були мертві до того, як місцева міліція встигла втрутитися. Інцидент, докладно переказаний Чьофлеком (який був присутній, але втік неушкодженим), шокував бессарабських інтелектуалів. У Мурафи залишилася дружина Поліна Мурафа та малолітня донька Сільвія.
Пізніше було зазначено, що вбивства були частиною насильницької реакції, яка ознаменувала остаточний розкол між бессарабськими активістами та крайніми лівими. Халіппа, який ледь не потрапив на пікнік Годороґеї, називає цей час «повномасштабною анархією». Кларк додатково зазначає, що це вбивство двох «найпомітніших молдовських лідерів» було пов'язане з розоренням маєтків і підприємств селянами та російськими дезертирами, а також із більшовицькою «кампанією тероризму». Смерть Мурафи та Годороґеї сталася лише через кілька днів після смерті Матеєвіча від тифу, що змусило громадськість асоціювати цих трьох чоловіків і вшановувати їхню пам'ять разом.
Після створення в грудні 1917 року сепаратистської Молдовської Демократичної Республіки, яка зрештою об'єдналася з Румунією, Мурафа був відкрито визнаний героєм справи уніонізму. У травні 1918 року, перед повним злиттям з Румунією, республіка виділила 5000 рублів на встановлення пам'ятника на могилі Мурафи, ще 3000 на допомогу його вдові та 900 рублів на пенсію його дочці. Питання гаряче обговорювалося між МНП і лівою Селянською фракцією, але було прийнято незначною більшістю голосів. У 1922 році, після благань Халіппи, румунська влада замовила спорудження статуї на честь усіх трьох активістів. У результаті в Кишиневі було встановлено пам'ятник Мурафа-Матеєвич-Годороґея, витвір Василе Іонеску-Варо з каменю та бронзи. Бессарабські діячі того періоду представили Мурафу як своєрідного «мученика нації». Цей термін особливо використовував Пеліван, зокрема, на освяченні пам'ятника.
Окупація Бессарабії Радянським Союзом у 1940 році знову поставила під сумнів спадок Мурафи: пам'ятник було знесено та вивезено до Румунії; наразі він вважається втраченим. Після емансипації Бессарабії у 1991 році як незалежної держави Молдова, на тому ж місці було відкрито меморіальну дошку. За повідомленнями 2013 року, за ініціативою політика Думітру Ґодороя (одного з нащадків Годороґеї) там мали встановити копію оригінального пам'ятника. Проєкт було зупинено, оскільки він зустрів опозицію з боку Партії комуністів Молдови.